# خوسه انریکه پورتو لارئو
خوسه انریکه پورتو لارئو (اسپانیایی: José Enrique Porto Lareo‎؛ زادهٔ ۲۱ اکتبر ۱۹۷۷) دوچرخه‌سوار اهل اسپانیا است.